# Pleurophricus cristatipes
Pleurophricus cristatipes is een krabbensoort uit de familie van de Crossotonotidae. De wetenschappelijke naam van de soort is voor het eerst geldig gepubliceerd in 1873 door A. Milne-Edwards.